# NKOTBSB (álbum)
NKOTBSB (álbum) es un álbum recopilatorio del supergrupo estadounidense NKOTBSB formado por New Kids on the Block y Backstreet Boys. El álbum fue lanzado el 24 de mayo de 2011, y cuenta con cinco éxitos de cada grupo, dos nuevas grabaciones conjuntas "All in My Head" y "Don't Turn Out the Lights", así como un mash up. El álbum debutó en el número siete en los Estados Unidos, vendiendo 40.000 en la primera semana de su lanzamiento. El álbum coincide con la gira conjunta con los grupos NKOTBSB Tour, comenzando en el Allstate Arena en Rosemont (Illinois) el 25 de mayo de 2011. El álbum obtuvo una certificación de Plata en el Reino Unido.

## Antecedentes
Ambas bandas actuaron juntas por primera vez en el Radio City Music Hall en el verano de 2010, y se anunció una gira conjunta más tarde ese año. En marzo de 2011, se animó a los fans a votar en línea por sus canciones favoritas de los grupos separados; opciones que influirían en la lista de canciones para su álbum recopilatorio conjunto. Después de casi 250.000 votos, la lista de canciones de "NKOTBSB" se anunció el 11 de abril de 2011. También cuenta con dos nuevas pistas, "Don’t Turn Out the Lights" y "All in My Head", así como un "NKOTBSB Mashup". "All in My Head" fue originalmente una canción inédita de los Backstreet Boys para su álbum This Is Us, mientras que el mashup cuenta con una colección de éxitos del supergrupo, similar a su actuación en American Music Awards.
El álbum está disponible en varias ediciones. La edición regular cuenta con un folleto de 16 páginas con mensajes personales de cada miembro del supergrupo, y un cartel de la gira. Cada edición viene con una descarga instantánea de "Don’t Turn Out the Lights". Además, todos los que pre-ordenaron el álbum tienen sus nombres en un cartel que viene con el álbum. Una edición de lujo fue lanzada exclusivamente en Walmart. Esta edición cuenta con un DVD que muestra los ensayos para el NKOTBSB Tour junto con la sesión de grabación de las nuevas canciones.

## Sencillos
"Don’t Turn Out the Lights" fue lanzado como el primer sencillo del álbum el 5 de abril de 2011 por Legacy Recordings. La pista hizo su primera aparición en diciembre en el BSB Cruise (2011). La canción se estrenó en On Air with Ryan Seacrest y se lanzó a iTunes el mismo día. El sencillo debutó en el número 14 en el Billboard Bubbling Under Hot 100 Singles chart el 14 de abril de 2011.

## Lista de canciones
| NKOTBSB |                                                                                                 |                                            |                       |          |  |
| N.º     | Título                                                                                          | Escritor(es)                               | Grupo                 | Duración |  |
| 1.      | «Step by Step» (de Step by Step (álbum))                                                        | Maurice Starr                              | New Kids on the Block | 4:25     |  |
| 2.      | «I Want It That Way» (de Millennium)                                                            | Max Martin, Andreas Carlsson               | Backstreet Boys       | 3:29     |  |
| 3.      | «You Got It (The Right Stuff)» (de Hangin' Tough)                                               | Starr                                      | New Kids on the Block | 4:08     |  |
| 4.      | «Everybody (Backstreet's Back)» (de Backstreet Boys (USA) /Backstreet's Back)                   | Martin, Denniz Pop                         | Backstreet Boys       | 4:44     |  |
| 5.      | «Please Don't Go Girl» (de Hangin' Tough)                                                       | Starr                                      | New Kids on the Block | 4:07     |  |
| 6.      | «As Long as You Love Me» (de Backstreet Boys (USA)/Backstreet's Back)                           | Martin                                     | Backstreet Boys       | 3:29     |  |
| 7.      | «Hangin' Tough» (de Hangin' Tough)                                                              | Starr                                      | New Kids on the Block | 3:45     |  |
| 8.      | «Larger than Life» (de Millennium)                                                              | Martin, Brian Littrell, Kristian Lundin    | Backstreet Boys       | 3:50     |  |
| 9.      | «I'll Be Loving You (Forever)» (de Hangin' Tough)                                               | Starr                                      | New Kids on the Block | 4:19     |  |
| 10.     | «Quit Playing Games (With My Heart)» (de Backstreet Boys (USA)/Backstreet Boys (Internacional)) | Martin, Herbie Crichlow                    | Backstreet Boys       | 3:51     |  |
| 11.     | «All in My Head»                                                                                | Nadir Khayat, Teddy Sky, Gustav Efraimsson | NKOTBSB               | 3:51     |  |
| 12.     | «Don't Turn Out the Lights»                                                                     | Emanuel Kiriakou, Jess Cates, Claude Kelly | NKOTBSB               | 3:29     |  |
| 13.     | «NKOTBSB Mashup»                                                                                |                                            | NKOTBSB               | 6:35     |  |

| Deluxe edition bonus DVD |                                               |          |  |
| N.º                      | Título                                        | Duración |  |
| 14.                      | «Don't Turn Out the Lights Recording Session» |          |  |
| 15.                      | «NKOTBSB Tour Rehearsal»                      |          |  |
| 16.                      | «NKOTBSB Photo Shoot»                         |          |  |

## Listas
| Lista                                            | País           | Posición máxima |
| ------------------------------------------------ | -------------- | --------------- |
| Australian ARIA Albums Chart                     | Australia      | 38              |
| Canadian Albums Chart Billboard                  | Canadá         | 6               |
| Mexican Albums Chart Top 100 México              | México         | 70              |
| Spanish Albums (Productores de Música de España) | España         | 29              |
| US Billboard 200                                 | Estados Unidos | 7               |

- Datos: Q5351481